# I See Stars
I See Stars es una banda estadounidense de Metalcore y post-hardcore  formada en el año 2006, originaria de Warren, Míchigan, E.U.A.
La formación de la banda se mantuvo sin cambios desde su formación en 2006 hasta mediados de 2015, cuando el grupo anunció la salida del guitarrista Jimmy Gregerson y vocalista gutural Zach Johnson.

## Historia

### Green Light Go!(2006-2008)
En una entrevista con BVTV, con los miembros de la banda Devin Oliver y Brent Allen, Oliver afirmó: "yo, Brent, en la batería mi hermano, y el bajista, Jeff, todos vivimos en el bloque uno del otro desde que éramos niños, [en] la escuela primaria ". En la misma entrevista, también se afirma que no hay ninguna razón específica para el nombre de la banda, I See Stars, aparte del hecho de que necesitaban un título y "alguien lo trajo a la mesa". La banda se formó oficialmente en 2006. El grupo lanzó su primer EP Green Light Go! en 2007 y varios demos, entre ellos un EP homónimo, antes de firmar con Sumerian Records en 2008.

### 3-D, la salida de Johnson y la llegada de Moore (2008-2009)
En el 2008 la banda grabó su primer álbum de estudio, 3-D, en Chango Gridlock Studios en Orlando, Florida con el productor Cameron Mizell. Fue publicado el 14 de abril de 2009, teniendo un muy bien recibimiento en el mundo comercial. El álbum contó con Zach Johnson como el vocalista gutural y tecladista. Johnson dejó la banda poco después del lanzamiento del álbum. La banda integró a Chris Moore, exintegrante de We Came As Romans, como el nuevo vocalista gutural y tecladista. En agosto de 2008, I See Stars se unió en la segunda gira anual "Artery Foundation Across the Nation", encabezada por Emarosa con los partidarios Our Last Night, In Fear and Faith, Burden of a Day y Broadway. A finales de 2009, I See Stars finalizó una gira con Attack Attack!, Breathe Carolina, Asking Alexandria y Bury Tomorrow la gira Artery Foundation Across the Nation por tercera vez anual.

### La salida de Moore, el regreso de Johnson yThe End of the World Party(2010)
El 14 de junio de 2010, el tecladista/vocalista gutural de la banda, Chris Moore, anunció su salida de la banda, citando "diferencias artísticas". El exmiembro de I See Stars, Zach Johnson se reintegró a la banda y se unió a ellos en el Warped Tour 2010.
El grupo entró en el estudio en marzo de 2010 para empezar a escribir y grabar su segundo álbum de estudio llamado The End of the World Party con Sumerian Records y el productor de 3D, Cameron Mizell. Casi inmediatamente después de terminar el álbum, la banda tocó en el Vans Warped Tour del 24 de junio al 18 de julio de 2010.
La banda lanzó un adelanto de pista del título de su segundo álbum, "The End of the World Party", el 4 de noviembre de 2010 hasta la página de YouTube de Sumerian Records. Tocaron la canción en diversos espectáculos en vivo en 2010 antes del lanzamiento del álbum. La versión completa de la canción fue lanzado en iTunes el 7 de diciembre de 2010.
La banda reveló la lista de canciones del álbum el 2 de enero de 2011. Antes del lanzamiento del álbum, la banda tocó otra canción titulada "Glow" en varios conciertos en directo. El 1 de febrero de 2011, Alternative Press comenzó la transmisión de una nueva canción del álbum titulado "Wonderland". El álbum fue lanzado el 22 de febrero de 2011.
La banda ha tocado en la gira Soundwave 2011 en Australia. Con el apoyo de We the Kings junto a VersaEmerge en el Reino Unido. También participaron en el 2011 en la gira American AP junto con Conditions, VersaEmerge, Destroy Rebuild Until God Shows y Black Veil Brides.
El 31 de mayo de 2011, la banda hizo su debut nacional de YouTube, en el desempeño de las canciones "Glow" y "What This Means To Me" en Jimmy Kimmel Live!.

### Digital Renegade(2011-2012)
I See Stars hizo un recorrido en el Monster Outbreak Tour encabezado por Of Mice & Men con la participación de las bandas For the Fallen Dreams, Iwrestledabearonce, Abandon All Ships y That's Outrageus! del 26 de octubre al 29 de noviembre.
La banda estuvo de gira en el Scream It Like You Mean Tour con Breathe Carolina y Chiodos como encabezado.
La gira también contó con el rapero Mod Sun, The Color Morale y la banda de metalcore de Rise Records, The Air I Breathe.
En entrevistas, la banda declaró que comenzaron a grabar un nuevo álbum en septiembre de 2011, tan pronto como el Scream It Like You Mean Tour terminó. Después de unas pocas sesiones de grabación comenzaron otra gira en noviembre. El álbum fue producido por Joey Sturgis.
I See Stars encabezó la gira Leave It 2 The Suits Tour con el apoyo de Stick to Your Guns, Memphis May Fire, Our Last Night, y Make Me Famous. En un video comercial para la gira, se anunció que su tercer álbum sería publicado el 13 de marzo de 2012, con el título del álbum confirmado como Digital Renegade. En la medianoche del 8 de enero de 2012, una versión sin materializar de la canción "Filth Friends Unite" del entonces próximo álbum fue lanzado a través de la página de Facebook de la banda. La versión final de la canción fue lanzada como el primer sencillo oficial del álbum el 17 de enero. El segundo sencillo, "NZT48", fue lanzado en YouTube el 23 de febrero como un vídeo con la letra. La canción fue lanzada en iTunes el 28 de febrero con el álbum también en pre-orden. El álbum fue lanzado el 14 de marzo de 2012. Digital Renegade demuestra un estilo musical diferente respecto a los discos pasados.
Un nuevo single, titulado "The Hardest Mistakes", fue puesto en libertad el 9 de octubre de 2012 y cuenta con Cassadee Pope. Es un remix de la canción "Electric Forest".

### I See Stars en conflicto con Ronnie Radke
El 30 de agosto de 2012, todos los miembros fueron detenidos en el condado de Saline, Kansas por posesión e intento de uso de drogas. Los propios miembros publicaron sus fotos policiales y Devin comentó en su perfil de Twitter que "acabo de tener las peores 13 horas de mi vida". Debido a esto, la banda fue sacada por Ronnie Radke de la gira The Thug In Me Is You, encabezada por Falling In Reverse. I See Stars, hizo la petición a Radke de re-integrarse a la gira, a la cual accedió. Después de haber tocado en algunos conciertos, Falling In Reverse publicó un comunicado en su cuenta de Facebook anunciando la salida de I See Stars de la gira "The Thug In Me Is You Tour".
"Quiero que todos sepan que I See Stars ya no está en el tour. Les habíamos ofrecido la gira varios meses atrás y luego no mucho después de que enviamos la oferta, toda la banda fue detenida por posesión de drogas. Si tu has estado siguiendo mi historia, sabes que soy muy serio en mi sobriedad y he estado sobrio por +4 años. Decidí sacarlos de la gira en ese momento, ya que no quería consumidores de drogas en mi entorno. Después les informamos que ya no estarían en la gira por esa razón, su disquera se acercó a nosotros y nos pidió darles una segunda oportunidad, nos aseguraron que la banda no usaría drogas y que sería profesional en mi tour. Llegamos a un acuerdo y les dimos su segunda oportunidad. A lo largo de todo este recorrido, han sido poco profesionales. Raramente han aparecido a tiempo y han causado dificultad indebida en mi equipo de empleados de los distintos lugares. Ha sido casi imposible mantener el espectáculo en marcha a tiempo. Siento en este momento que no tenemos más remedio que seguir adelante sin ellos. Simplemente estamos tratando de ofrecer el mejor espectáculo posible a todos ustedes y nosotros sentimos que no podemos hacer eso con I See Stars. Estamos emocionados de seguir adelante con Enter Shikari, Letlive y Matt Toka (en ciertas fechas). Nos vemos en los conciertos. Amor y respeto, Ronnie."
La banda publicó su propia declaración, afirmando que las alegaciones de Radke en su contra eran falsas.
"Hemos sido expulsados del Tour de Falling In Reverse por Ronnie Radke. No tiene nada que ver con las "drogas" o "llegar tarde". Esta afirmación es totalmente falsa. Un comunicado oficial de Sumerian Records que muestran la verdad de por qué nos retiramos está por venir. Todos los correos electrónicos y los contratos han sido documentados y se mostrarán públicamente en respuesta al mensaje de Ronnie. Van a encontrar exactamente lo que pasó y se disgustarán por no decir más. Les prometemos que nosotros si seguimos fuera no tiene absolutamente nada que ver con sus mentiras sobre el consumo de drogas en la gira o llegar tarde. Tiene todo que ver con el comportamiento violento de Ronnie antagónico hacia nosotros, su ego, su intención maliciosa, su avaricia financiera y sus demandas de nadie que se le permita conocer la verdad detrás de las escenas de esta gira."
Devin Oliver pidió a los fanes cantar el nombre de la banda en el show en su ciudad natal, Detroit, en respuesta a los argumentos de Radke sobre su salida de la gira. Durante la presentación de Falling In Reverse, un grupo de fanes comenzó a gritar "I See Stars" a lo que Radke exigió respeto y sacó a los fanes que habían llevado a cabo la petición de Oliver. Después de que el vídeo fue publicado en Twitter, I See Stars respondió "El respeto es algo que se gana, no se exige."
I See Stars publicó una declaración más larga en conjunción con Sumerian Records para la revista Alternative Press.
"Meses atrás antes de que la gira "The Thug In Me Is You" hubiera empezado, un policía encontró marihuana en nuestra furgoneta. Fuimos detenidos. Como resultado, Ronnie dijo que nos echarían fuera de la próxima gira.
Todos los espectáculos de la gira ya estaban a la venta con nuestro nombre anunciado, por lo que pensamos que no era justo para los fanes o para nosotros mismos de no ser capaces de ir a tocar donde la gente nos estaban esperando. Ofrecimos a Ronnie tocar los espectáculos de forma gratuita para que pudiera mantener nuestra paga todas las noches de todo el recorrido, siempre y cuando todavía pudiéramos mantener nuestro compromiso con los fanes, es decir, las personas que son la razón de que todo esto es aún posible. Ronnie dijo que estaba bien y nos permitió estar de nuevo en la gira, pero dijo que tendríamos que firmar documentos diciendo que no le diríamos a nadie que no nos estaban pagando por estar en la gira. Tanto los lugares como los fanes no se les permitió saber la verdad, porque Ronnie sabía que iba a hacer que se vea muy mal en el mundo. El hecho de que el dinero cambió la mente de Ronnie sobre nosotros dando inicio a la gira, solo sirve para demostrar su falta de integridad. Si él estaba realmente tan interesado o fundamentalmente en contra de que quedamos atrapados con un poco de hierba, entonces el dinero extra en su bolsillo no habría cambiado su decisión.
Debido a que Sumerian Records estaba dispuesto a darnos una cantidad financiera seria de apoyo para la gira, nosotros podíamos ser capaces de salir a recorrer el país sin ser pagados. Sin embargo, averiguamos rápidamente que aceptamos las condiciones ridículas de Ronnie de guardar silencio y tocar de forma gratuita simplemente no eran lo suficientemente buenas para él. Se dio una amenaza de violencia contra Zach en Grand Rapids, porque "no le gustaba su jodi*a cara estúpida" y luego la siguiente noche en nuestra ciudad de Detroit nos echó fuera de la gira. Luego, su tour manager de edad de 47 años agredido físicamente a nuestro tour manager y el campo FIR una vez más recurrió a un comportamiento violento. Ronnie haría más tarde que los fanes a la noche lanzaran hacia fuera 
quien pagó para entrar al show porque estaban cantando el nombre de otra banda y se burlan de sus atributos físicos delante de todos. Ese es el acto de un verdadero cobarde.
Hemos tenido la suerte de hacer una gira con un montón de grandes bandas como Parkway Drive, Suicide Silence, Asking Alexandria, Trivium, Motionless In White, A Day To Remember, Stick To Your Guns, Memphis May Fire, The Word Alive y otras, y nunca habíamos tenido un problema. Queremos dar las gracias a Enter Shikari, LetLive, Matt Toka y todos los demás miembros de Falling In Reverse además de Ronnie por ser grandes personas y un verdadero placer hacer una gira con ellos. Lo sentimos a todos los fanes por ahí que estaban esperando para vernos. Volveremos tan pronto como podamos.
-I See Stars"
En el 2013, Radke publicó en su cuenta de Twitter una canción titulada "I Wash Cars" en donde insulta a I See Stars y Sumerian Records (compañía discográfica de la banda), en esta canción también hace mención del álbum de la banda "Digital Renegade", con el cual también insulta a la banda usando este título. El 19 de junio de ese mismo año, la banda publicó una canción en YouTube titulada "Violent Bounce (People Like ¥Øµ)", la cual se interpreta como una respuesta hacia I Wash Cars y un insulto de manera indirecta hacia Radke.

### Renegades ForeveryNew Demons(2013-2015)
A principios y mediados de 2013, la banda terminó su cuarto álbum de estudio, New Demons, que fue lanzado el 22 de octubre del mismo años, contando con Joey Sturgis como el productor del álbum de estudio. Klayton of Celldweller programó cuatro temas del disco. La banda más tarde anunció que había una canción más "pesada", con el cantante Frank Palmeri de Emmure y Mattie Montgomery de For Today. La canción, "Can We Start Again", fue lanzada en YouTube el 12 de mayo de 2013. Los orígenes de la canción "Empezó como un lado B de nuestro disco anterior y se convirtió en mucho más que eso. Con la ayuda de Sumerian Records y nuestros amigos Frankie Palmeri y Mattie Montgomery, se hizo sobre una escena que es muy parecido a los pasillos donde bajábamos como adolescentes. Utilizamos las letras icónicas de una canción de Bane que cambió la escena antes de bandas como nosotros cuando estábamos incluso alrededor y todavía tiene un lugar en un montón de corazones. Todos estamos aquí para conectarnos a través de la música y de ser parte de un movimiento que abarca las mentes y corazones abiertos. Desafortunadamente, algunas personas optan por prosperar la negatividad, la desunión y el narcisismo. Esta canción va dedicada a todos nuestros compañeros y amigos que viven en la carretera haciendo todo cada año solos, pero lo más importante para todos los fans que hacen todo esto posible. Esto no es una canción del próximo álbum. Es el capítulo final de [digital_renegade] y la canción de apertura de nuestra liberación mixtape digital, titulado "Renegades Forever"."
El 17 de junio de 2013, Alternative Press publicó un estreno exclusivo en su página web del primer sencillo de New Demons titulado "Violent Bounce (People Like ¥Øµ)". La fecha de lanzamiento de New Demons se había restablecido del 17 de septiembre al 22 de octubre después de haber sido previamente seleccionado por una fecha de liberación el 13 de agosto. A través de la cuenta de Twitter de I See Stars, la banda ha tuiteó el 16 de septiembre "Sé que muchos de ustedes piensan que el álbum va a salir mañana. Desafortunadamente se tuvo que empujar las cosas de nuevo. Lo sentimos mucho a los que lo esperan :(".
En el Warped Tour 2013, la banda comenzó a tocar una nueva canción inédita en el escenario. La canción fue revelado para ser "Ten Thousand Feet" y que estaría presente en el próximo álbum, "New Demons". Junto a esto, se añadió 20 segundos de vista previa de la canción "Murder Mitten" se añadió en el extremo de Sumerian Records 'Vino desde el fondo, ahora lo tenemos aquí Tour' cargado en el registro de etiquetas de canal de YouTube. El 24 de septiembre a la medianoche, la banda lanzó el segundo sencillo titulado "Murder Mitten". El sencillo fue lanzado junto a un vídeo con la letra en YouTube. El 8 de octubre, I See Stars lanzó la pista con el título "New Demons" como una canción gratis para aquellos que pre-ordenarán el álbum. El álbum se filtró el 10 de octubre.
El 27 de agosto de 2013, la banda anunció su gira como encabezados de América del Norte Started From The Bottom Now We Here Tour con The Word Alive, Crown the Empire, y los invitados Dayshell, Get Scared, y Palisades, comenzando en Albuquerque, NM en The Historic Sunshine Theater el 29 de octubre y terminó en St. Louis, MO, el 24 de noviembre.
El 13 de diciembre de 2013, la banda anunció que iban a ser apoyo directo del "The New King's Tour" de Attila con actos de apoyo de Capture the Crown, Ice Nine Kills y Myka, Relocate a partir del 31 de enero de 2014. I See Stars encabezó la gira All Stars Tour el verano del 2014. 
El 16 de junio de 2015, la página de Facebook de la banda fue hackeada y utilizada para promover la propaganda islamista.

### Phases, salida de Gregerson, la segunda salida de Johnson y Treehouse (2015-2019)
El 31 de julio de 2015, la banda anunció su nuevo lanzamiento, Phases, un disco centrado en canciones re-imaginadas desde versiones anteriores con una acústica, estilo limpio. La banda también incluiría cuatro covers de canciones en la lista de pistas. Así como el anuncio de todo el álbum acústico, I See Stars anunció que estarían encabezando una gira acústica llamada "Phases Tour". Después del lanzamiento del álbum, el guitarrista Jimmy Gregerson, se distanció de manera silenciosa y dejó la banda después de no tocar tocar en el álbum ni en la gira, y se convirtió en un miembro sustancialmente itinerante de Metro Station. A pesar de que se reveló en su cuenta de Instagram que en realidad había dejado la banda durante el Warped Tour 2015, esta información no se hizo pública hasta, al menos, un mes después de su salida y más tarde se confirmó una vez más en diciembre de 2015, a través de Twitter. El vocalista gutural y tecladista, Zach Johnson, no apareció en Phases, ni tampoco en la gira con la banda en apoyo de la misma.
El 22 de diciembre de 2015, la banda lanzó un video teaser para la gira Light In The Cave Tour, que también incluye un teaser del nuevo material que se espera para el lanzamiento en 2016. No quedó claro si esta sería una canción de una sola vez, o proviene de un próximo EP o el álbum. El mismo día, Gregerson y Johnson publicaron por separado en sus cuentas de Instagram, anunciando que habían salido de la banda unos meses atrás. A pesar de ello, Johnson declaró que no hubo "mala sangre" entre él y los otros miembros de la banda, y que se separaron en términos amistosos. Se dijo más tarde que el cantante de voz limpia, Devin Oliver, se haría cargo de ambas tareas, voz limpia y gutural, y el baterista, Andrew Oliver también cambiaría a los teclados y tendría un poco de voz limpia y gutural. 
El 19 de febrero de 2016, un nuevo sencillo fue lanzado en la página de Youtube de la banda titulado "Mobbin 'Out".
Se anunció oficialmente en la página de Facebook de la banda que su quinto álbum, titulado Treehouse, se lanzará el 17 de junio. La banda participó en la gira "10 Years In The Black" con Asking Alexandria, Born of Osiris, After the Burial, Upon a Burning Body y Bad Omens. Luego encabezaron otra gira titulada la gira "Treehouse".
El 6 de abril de 2018, la banda lanzó un nuevo EP que contenía interpretaciones acústicas de canciones de Treehouse. La banda no ha discutido el lanzamiento de ninguna música nueva desde el lanzamiento del EP.

## Estilo musical e influencias
I See Stars ha sido etiquetado como electronicore, incorporando elementos de música post-hardcore, pop punk, emo y metalcore con su ecléctico sonido electrónico, convirtiéndose en una de las primeras bandas electrónicas conocidas.
Su primer disco 3-D incorpora elementos del techno, el ambient, la electrónica, el pop-rock, el pop punk, el emo, el post-hardcore y el rock alternativo comparado al de bandas contemporáneas como Of Machines, Oceana, We Came As Romans, Harp And Lyre, o A Skylit Drive
Su segundo disco está más inclinado hacia el Pop punk/pop-rock con casi nulos screams. En Digital Renegade y New Demons, incorporaron elementos más pesados de Metalcore e incluso algunos elementos del Djent como más versos con voces guturales, breakdowns y guitarras de 7 cuerda y elementos de EDM como drops de brostep/dubstep, drum and bass, house, trap e incluso moombathcore.
Sin embargo, en su nuevo disco Treehouse, la banda ha tomado un rumbo más experimental y tranquilo cercano al rock electrónico/rock alternativo con fuertes influencias del R&B y soul, la música electrónica, el ambient y el post hardcore. 
Entre sus influencias se encuentran bandas como  blink-182 y Taking Back Sunday. Para Digital Renegade y New Demons tomaron influencias más pesadas como Asking Alexandria, Emmure, For Today, Attack Attack!, y en su último álbum Treehouse han citado como influencia a artistas como Frank Ocean, Kendrick Lamar, Bon Iver, Tycho y Shlohmo. Dentro de sus influencias electrónicas, Devin Oliver cita a DJs y amigos como RUFUS DU SOL, Kayzo, Sullivan King, Yultron, Crankdat, Krewella, etc.

## Miembros

### Miembros actuales
- Brent Allen – guitarra (2006–presente)
- Jeff Valentine – bajo (2006–presente)
- Andrew Oliver – batería (2006–2015), voz, teclados, sintetizador, programación (2015 -presente)
- Devin Oliver – voz limpia (2006–presente), voz gutural, teclados, sintetizador, programación (2015 -presente)

### Miembros actuales de gira
- Dakota Sammons – batería (2015-presente)

### Miembros antiguos
- Christopher Moore – voz gutural, teclados, sintetizador, programación (2009 - 2010)
- Jimmy Gregerson – guitarra (2006-2015)
- Zach Johnson – voz gutural, teclados, sintetizador, programación (2006-2009; 2010-2015)

### Miembros pasados de gira
- Nick Scott – guitarra rítmica (2015)
- Chris Koo – piano, teclados, voz (2015)
- Jacob Halmich – violonchelo (2015)
- Jake Burkey – batería, percusión (2015)

Línea del tiempo

## Discografía

### Álbumes de estudio
| Título                     | Año  | Discografía | Posiciones top chart | Posiciones top chart | Posiciones top chart | Posiciones top chart | Posiciones top chart | Posiciones top chart |   |
| Título                     | Año  | Discografía | Top 200              | US Indie             | US Heat              | US Rock              | US Alt               | US Digital           |   |
| -------------------------- | ---- | ----------- | -------------------- | -------------------- | -------------------- | -------------------- | -------------------- | -------------------- | - |
| 3-D                        | 2009 | Sumerian    | 176                  | 22                   | 5                    | —                    | —                    | —                    |   |
| The End of the World Party | 2011 | Sumerian    | 144                  | 18                   | 1                    | 37                   | 23                   | —                    |   |
| Digital Renegade           | 2012 | Sumerian    | 39                   | 9                    | —                    | 15                   | 10                   | 24                   |   |
| New Demons                 | 2013 | Sumerian    | 28                   | —                    | —                    | 2                    | —                    | —                    |   |
| Phases                     | 2015 | Sumerian    |                      | _                    | —                    | _                    | _                    | _                    | _ |
| TreeHouse                  | 2016 | Sumerian    |                      | _                    | —                    | _                    | _                    | _                    | _ |

### Álbumes de remezcla
- Renegades Forever (2013)
- New Demons (2015)

### EP
- Green Light Go! (2007)
- I See Stars (2008)

### Sencillos
| Título                                                         | Año  | Álbum                      |
| -------------------------------------------------------------- | ---- | -------------------------- |
| What This Means to Me                                          | 2009 | 3-D                        |
| The Common Hours                                               | 2010 | 3-D                        |
| The End of the World Party                                     | 2010 | The End of the World Party |
| 'Wonderland                                                    | 2011 | The End of the World Party |
| Filth Friends Unite                                            | 2012 | Digital Renegade           |
| NZT48                                                          | 2012 | Digital Renegade           |
| The Hardest Mistakes (feat. Cassadee Pope)                     | 2012 | Renegades Forever          |
| Can We Start Again (feat. Frankie Palmeri & Mattie Montgomery) | 2013 | Renegades Forever          |
| Violent Bounce (People Like ¥øµ)                               | 2013 | New Demons                 |
| Murder Mitten                                                  | 2013 | New Demons                 |
| New Demons                                                     | 2013 | New Demons                 |
| TreeHouse                                                      | 2013 | New Demons                 |

## Videografía
| Título                               | Año  | Director         | Del álbum                  |
| ------------------------------------ | ---- | ---------------- | -------------------------- |
| What This Means to Me                | 2009 | Robby Starbuck   | 3-D                        |
| 3-D                                  | 2010 | Spence Nicholson | 3-D                        |
| The Common Hours                     | 2010 | Andrew Pulaski   | 3-D                        |
| The End of the World Party           | 2011 | Scott Hansen     | The End of the World Party |
| Wonderland                           | 2011 | Bryce Hall       | The End of the World Party |
| Glow                                 | 2011 | Joe Dietsch      | The End of the World Party |
| Filth Friends Unite                  | 2012 | Frankie Nasso    | Digital Renegade           |
| NZT48                                | 2012 | Casey Watson     | Digital Renegade           |
| Murder Mitten                        | 2013 |                  | New Demons                 |
| New Demons (Live music video)        | 2014 |                  | New Demons                 |
| Ten Thousand Feet (Live music video) | 2014 |                  | New Demons                 |
| Murder Mitten                        | 2015 |                  | Phases                     |
| Youth                                | 2015 |                  | Phases                     |